# Anesthésie-réanimation
L'anesthésie-réanimation est la branche de la médecine qui se consacre à :
- l'anesthésie (ou anesthésiologie au Canada) et à la réanimation : prise en charge péri-opératoire (avant, pendant et après l'opération chirurgicale) des patients. Cette prise en charge globale repose sur une évaluation pré-opératoire. Lors de l'intervention, l'anesthésiste va prévenir la douleur par l'utilisation d'antalgiques, éventuellement sédater le malade (pour éviter toute mémorisation) à l'aide d'hypnotiques et dans certains cas relâcher l'ensemble de ses muscles à l'aide de curares. Il s'agit alors d'une anesthésie générale. Tout cela n'est possible que sous un contrôle continu des grandes fonctions vitales.

l'anesthésie (loco)régionale consiste à n'endormir qu'une partie du corps (bras, jambe, région sous ombilicale) pour permettre chez un patient éveillé de réaliser une intervention chirurgicale limitée à la région bloquée (anesthésiée).
L'analgésie péridurale, réalisée par un médecin anesthésiste réanimateur, permet de réduire les douleurs lors de l'accouchement.
- la réanimation : prise en charge des patients présentant ou susceptibles de présenter une ou plusieurs défaillances viscérales aiguës mettant directement en jeu le pronostic vital.

Le médecin spécialisé dans cette discipline a la qualification de médecin anesthésiste-réanimateur.
Dans certains pays dont la France et les États-Unis, il existe une spécialisation de la profession d'infirmier en anesthésie (mais pas en réanimation): l'infirmier anesthésiste diplômé d'État ou IADE.
en France la spécialité est aussi impliqué dans la médecine périopératoire (prise en charge des patients avant, pendant et après l'intervention).
Au Québec, l’inhalothérapeute est un des professionnels reconnus au sein de l’équipe d’anesthésie-réanimation.

## Principes généraux
Lors des interventions chirurgicales, le confort du patient et le bon déroulement de l'opération sont assurés de façon optimale grâce à l'anesthésie. Cette spécialité a pris son essor au milieu du XIXe siècle, et ce sont d'abord les dentistes et les obstétriciens qui, s'emparant de découvertes de la chimie, soulagèrent efficacement leurs contemporains.
L'anesthésie est un état d'insensibilité, plus ou moins importante, à la douleur. Une perte de sensibilité – qui apparaît spontanément dans certaines maladies, notamment neurologiques – peut être artificiellement provoquée par des substances chimiques (anesthésiques) ou des techniques, telles que l'acupuncture, pour diminuer ou supprimer la douleur lors d'actes médicaux douloureux. On parle alors d'anesthésie thérapeutique, et elle peut être générale, régionale ou locale.

## Histoire de l'anesthésie

### Les débuts de l'anesthésie
Pendant des siècles, les médecins ont eu recours, selon les civilisations, à des anesthésiques dérivés de l'opium et de l'alcool, ou encore aux pressions directes, ou à l'action du froid sur les nerfs. Les chinois, par exemple, employaient le haschisch, et les incas frictionnaient la peau du patient avec un extrait de feuilles de coca. Toutes ces méthodes étaient trop peu efficaces pour qu'une opération puisse se prolonger sans douleur ni état de choc. Au début du XIXe siècle, le taux de mortalité postopératoire était énorme : 100 % pour une trépanation, et 10 % pour la simple amputation d'un doigt.
L'essor de l'anesthésie est lié à l'amélioration des techniques chirurgicales par les chirurgiens britanniques du XIXe siècle. Le protoxyde d'azote, ou « gaz hilarant », est la première substance dont les pouvoirs anesthésiants ont été reconnus, cela grâce aux travaux du chimiste anglais Humphry Davy et de son étudiant Michael Faraday, en 1799. Longtemps considéré comme un divertissement, il ne sera utilisé comme anesthésique qu'en 1844 par le dentiste américain Horace Wells qui se fait extraire une dent par son étudiant, John M. Riggs.

### De l'éther au chloroforme

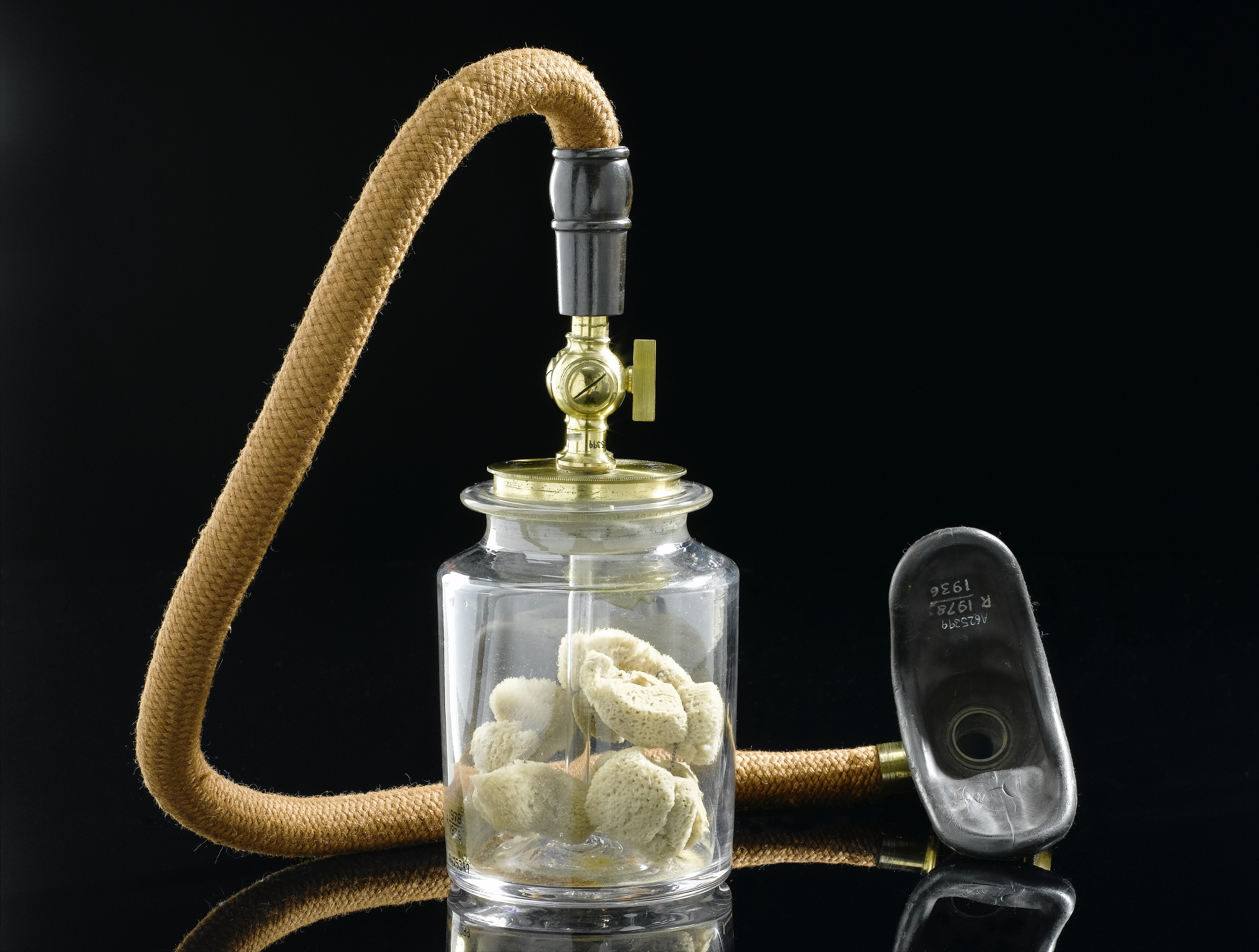
Inhalateur à éther, Londres, 1847.

De la même façon, l'éther, découvert en 1818 par Michael Faraday, ne sera utilisé que beaucoup plus tard, en 1846, par le dentiste américain William Morton. L'éther, de plus en plus utilisé en Amérique, est très vite adopté en Europe. D'abord en Grande-Bretagne, où est réalisée la première amputation sous éther, puis en France, en 1847, alors qu'un des chirurgiens français les plus réputés, Alfred Velpeau, avait déclaré, huit ans plus tôt, que la chirurgie sans douleur était inconcevable.
L'éther laisse ensuite place à un nouveau produit, plus volatil et plus agréable, le chloroforme. C'est un obstétricien d'Édimbourg, James Young Simpson, qui publie, le 10 novembre 1847, le compte-rendu d'un accouchement réussi sous chloroforme. Ce produit fut très en vogue, surtout après que la reine Victoria l'eut expérimenté avec succès pour la naissance de son septième enfant, le prince Léopold, en 1853.

### Du magnétisme animal à l'hypnose
En 1829, le chirurgien Jules Cloquet effectue l'ablation d'une tumeur sous sommeil magnétique au cours de laquelle la patiente ne manifeste aucun signe de douleur.
On notera les travaux des médecins anglais John Elliotson (Surgical operations in the mesmeric state without pain - 1843) et James Esdaile (Mesmerism in India and its practical applications in surgery and medecine - 1846) et du médecin écossais James Braid (Hypnose ou Traité du sommeil nerveux, considéré dans ses relations avec le magnétisme animal - 1883).
Le 4 décembre 1859 à l'hôpital Necker, les chirurgiens Eugène Azam, Paul Broca et Eugène Follin pratiquent l'opération d'une tumeur anale sous anesthésie hypnotique selon la méthode de James Braid. L'opération, très douloureuse par nature, se passe sans que la patiente ne donne aucun signe de douleur. Le chirurgien Alfred Velpeau rend compte de cette intervention devant l'Académie des sciences le 5 décembre 1859.
L'hypnose, en tant que technique anesthésique est ensuite tombée dans l'oubli pendant près d'un siècle en raison de l'avènement de l'anesthésie chimique. Dans les années 1990, les neuro-sciences et la neuro-imagerie permettent de mieux comprendre les phénomènes hypnotiques. C'est le retour de l'hypnose en anesthésie. L'anesthésie bénéficiant alors de l'évolution que l'hypnose a suivi dans les milieux psychiatriques, notamment sous l'influence d'Erickson.
Actuellement, en France, chaque année de nombreux anesthésistes, médecins et infirmières se forment à l'hypnose. Il n'est plus question de remplacer l'anesthésie générale par l'hypnose mais d'utiliser des techniques hypnotiques pour réaliser des actes courts, peu douloureux comme la pose d'une perfusion, les péridurales, les anesthésies loco-régionales des membres, les explorations digestives ou gynécologiques… On peut aussi réaliser des actes associés à des anesthésies locales, possibles au niveau technique mais qui seraient inconfortables sans hypnose (ablation de la thyroide, chirurgie esthétique…).
Enfin l'apprentissage de l'hypnose apprend à mieux communiquer, notamment en prenant en compte l'état de conscience parfois spontanément modifié des patients

### Les anesthésiques «modernes»
D'autres anesthésiques font leur apparition; à la fin du siècle, la cocaïne est la première substance utilisée en anesthésie locale. Au début du XXe siècle, les techniques et les appareillages se perfectionnent. Les anesthésies, moins toxiques, peuvent maintenant se prolonger, ce qui ouvre le champ à des actes opératoires jusqu'alors impossibles. Après la Seconde Guerre mondiale, l'anesthésie devient une discipline médicale autonome, à laquelle est adjointe la réanimation.
Si la douleur est maîtrisée, le choc que subit tout organisme opéré est toujours présent. Il s'agit non seulement d'endormir le patient, mais aussi de le surveiller avant, pendant et après l'opération et d'être à même de le réanimer à la moindre complication. Les connaissances en anesthésie et en réanimation se sont tellement développées que ces deux domaines sont devenus deux spécialités à part entière.

## Les différentes modalités d'anesthésie

### Anesthésie générale

#### Objectif
L'objectif de l'anesthésie générale est double : éviter la douleur et protéger l'opéré des perturbations physiologiques induites par l'acte chirurgical. Le patient subit trois phases successives:
- suppression de la sensibilité à la douleur, ou analgésie;
- sommeil, ou narcose;
- abolition des réflexes et relâchement musculaire facilitant le travail du chirurgien.

Lorsque l'anesthésie cesse d'agir, le patient repasse par la deuxième puis par la première phase; enfin, il reprend conscience et ne se souvient de rien. Cette amnésie postopératoire est en partie due à la prémédication précédant l'intervention.

#### Techniques
Les techniques d'anesthésie générale les plus employées sont l'inhalation et l'injection par voie intraveineuse. Le recours à la voie rectale ou à l'hypnose est très rare, surtout en France.

##### Anesthésie par inhalation
On utilise des substances gazeuses généralement mélangées à l'oxygène. Outre le protoxyde d'azote, qui est associé à des médicaments et permet d'en diminuer la quantité tout en conservant leurs effets anesthésiants, on utilise des gaz halogénés plus puissants, tel l'halothane, l’isoflurane mais surtout le desflurane et le sévoflurane.
Les respirateurs modernes permettent de récupérer tout ou partie du gaz expiré (qui contient encore des gaz anesthésiques). Il faut alors ajouter un dispositif d'épuration et un appareil pour contrôler la concentration des gaz, ce qui permet de diminuer la pollution du bloc opératoire et le coût. On parle alors de circuit à bas débit de gaz frais.

##### Anesthésie par injection intraveineuse
L'anesthésie par injection intraveineuse nécessite l'administration de drogues hypnotiques. La plus utilisée actuellement le propofol.

##### Aides à l'anesthésie
Certaines substances sont administrées pour préparer le patient à l'anesthésie, en le décontractant ou en diminuant, de façon temporaire, sa sensibilité. C'est le rôle de la prémédication. Celle-ci peut être administrée soit par voie orale soit par voie rectale (fréquent en pédiatrie).

### Anesthésies régionale et locale

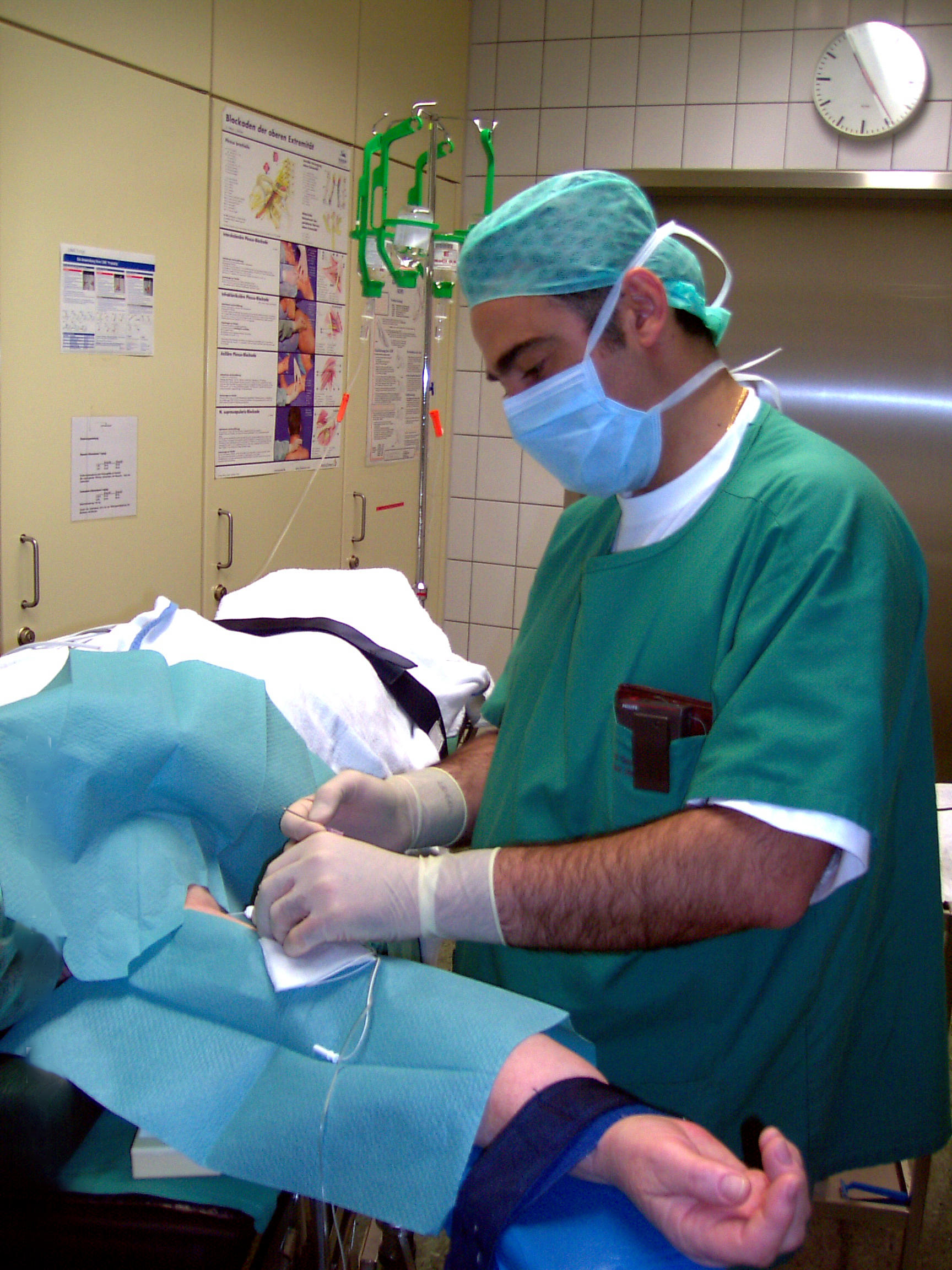
Anesthésie régionale par injection.

À la différence de l'anesthésie générale, les anesthésies régionales et locale n'intéressent que la partie ou la région du corps à opérer. Le patient reste conscient et se souvient de tout ; il peut même converser avec le chirurgien et son équipe et ne ressent aucune douleur. Les produits utilisés sont essentiellement des dérivés de cocaïne, sans effet psychotrope.

#### Techniques d'anesthésie régionale et locale
Les techniques varient suivant le territoire à anesthésier et son importance. On a recours soit au refroidissement local, qui diminue l'activité tissulaire et permet certaines amputations, soit au badigeonnage ou à la pulvérisation sur une muqueuse (anesthésie de surface), soit à l'injection d'une solution anesthésique. Selon l'importance de l'opération envisagée, l'injection se fait au niveau de la peau (anesthésie locale), d'un gros tronc nerveux correspondant à tout ou partie d'un membre (anesthésie locorégionale), ou de la moelle épinière agissant sur le bas du corps à partir du nombril (anesthésie locorégionale centrale rachianesthésie, anesthésie péridurale ou ces 2 techniques combinées péri-rachi séquentielle). Dans ce dernier cas, les deux techniques de plus en plus utilisées sont la rachianesthésie et la péridurale.

### La rachianesthésie
La rachianesthésie s'applique au système nerveux central. On injecte l'anesthésique dans le liquide céphalo-rachidien, au contact même des racines des nerfs rachidiens. Il en résulte la paralysie et l'insensibilité totale des territoires innervés, en général au-dessous du nombril. Selon la région de la moelle épinière infiltrée, cette technique porte différents noms. On a recours à la rachianesthésie en chirurgie orthopédique, urologique, gynéco-obstétricale ou digestive.
Elle est utilisée en alternative à l'anesthésie générale, soit lorsque celle-ci est jugée plus dangereuse ou inadéquate, soit lorsque la chirurgie ne la justifie pas.
Elle possède néanmoins ses propres contre-indications, limites et complications, et son utilisation doit être soigneusement réfléchie.

### L'anesthésie péridurale (ou épidurale)
On peut choisir cette technique, lors de l'accouchement, pour diminuer les douleurs dues aux contractions. À l'aide d'un cathéter introduit entre les vertèbres lombaires, un anesthésique local est administré, insensibilisant la partie inférieure du corps.
Une anesthésie péridurale peut également être utilisée en chirurgie, soit seule, par exemple lors d'une césarienne, soit combinée avec une anesthésie générale. Elle permet ainsi d'améliorer l'analgésie post-opératoire et pourrait améliorer la réhabilitation post-opératoire.
Selon le niveau de l'intervention, une anesthésie péridurale peut être réalisée au niveau lombaire, thoracique, voire cervical.
L'anesthésie ainsi obtenue peut être prolongée pendant plusieurs jours en poursuivant l'administration d'un anesthésique local à faible concentration. Cette technique permet de diminuer les douleurs postopératoires et de faciliter la kinésithérapie.

## Les anesthésiques

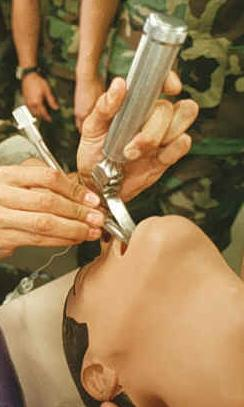
Intubation trachéale sur mannequin, pratiquée lors d'une anesthésie générale

### Pharmacologie
La sensibilité, et en particulier la perception de la douleur, naît de l'excitation de terminaisons nerveuses situées dans la peau ou dans les organes: il en résulte une onde électrique, l'influx nerveux, qui va être conduite le long d'une chaîne de neurones vers les nerfs, la moelle épinière et le cerveau, où se réalise «la prise de conscience». La conduction est assurée par la membrane de la cellule nerveuse. L'anesthésie médicale consiste à bloquer l'influx en un point de son parcours sans porter atteinte aux fonctions végétatives automatiques.
Un anesthésique comme la cocaïne stabilise les constituants de la membrane, alors que leur fluidité est indispensable à la propagation de l'influx d'une extrémité à l'autre du neurone. Dans l'anesthésie de surface, la conduction est temporairement abolie dès le récepteur situé dans la peau.
Les gaz inhalés et les hypnotiques, véhiculés par voie sanguine, agissent sur les neurones du cerveau ; mais à cause de la complexité du système nerveux central, leur mode d'action est hypothétique. Les nombreuses théories se rejoignent sur le fait que la propagation de l'influx d'un neurone à l'autre serait réversiblement altérée.
La recherche du mode d'action de la morphine a permis la découverte, dans les membranes des neurones de la moelle épinière et du cerveau, de récepteurs spécifiques de sa molécule, bien qu'elle ne soit pas naturellement présente dans l'organisme. Certains neurones libèrent des molécules semblables à celle de la morphine, les endorphines (celles du cerveau étant les enképhalines), dont le rôle est, sans effet d'accoutumance, de réduire la perception douloureuse.

### Les analgésiques
Les analgésiques diminuent ou suppriment la douleur. La morphine, longtemps utilisée pour diminuer la douleur, a été remplacée avantageusement par des analogues de synthèse beaucoup plus puissants et plus faciles à manier : sufentanil, alfentanil, rémifentanil. Tous les morphiniques ont l'inconvénient de provoquer une dépression respiratoire, et donc de nécessiter la plupart du temps un contrôle de la ventilation.

### Les neuroplégiques
En abaissant l'activité du système nerveux, les neuroplégiques inhibent la réaction à l'agression chirurgicale et diminuent ainsi l'état de choc. Les neuroleptiques sont de moins en moins utilisés.

### Les curarisants
Les curarisants agissent en bloquant la transmission de l'influx nerveux jusqu'aux muscles, ce qui provoque un relâchement musculaire facilitant l’intubation trachéale et l'acte chirurgical. Leur utilisation exige le contrôle de la ventilation, car ils induisent également la paralysie des muscles respiratoires.

## Déroulement typique d'une anesthésie

### Consultation de pré-anesthésie
Avant toute intervention, le patient est soumis à un examen préopératoire de façon que l'anesthésiste choisisse le ou les anesthésiques les plus compatibles avec son état de santé : cette consultation a été rendue obligatoire par un décret de 1994 pour toute procédure ou geste chirurgical programmé, elle doit avoir lieu au moins 48 heures avant la réalisation de l'acte qui motive l'anesthésie, et ne se substitue pas à la visite pré anesthésique qui, elle, doit avoir lieu dans les "heures qui précèdent" cet acte. Les urgences chirurgicales ne sont pas concernées par cette consultation.

### Induction
L'anesthésie est rendue moins agressive par l'administration d'un sédatif qui diminue la tension psychique. On commence en général par endormir le patient, à jeun depuis au moins six heures, en lui administrant un barbiturique ou du propofol par voie intraveineuse, puis le relais est pris par un gaz anesthésiant qui maintient le sommeil. À cette association sont joints un analgésique et éventuellement un curarisant.

### Entretien
Dans tous les cas, le patient est assisté par un dispositif de ventilation artificielle pendant l'opération et en période postopératoire. Comme la majorité des médicaments déprime les centres nerveux de la ventilation (jusqu'à l'arrêt) et de la déglutition, le patient est très souvent intubé : une sonde placée dans la trachée est reliée à un respirateur automatique qui fournit l'oxygène et élimine le dioxyde de carbone.

## Complications de l'anesthésie
Les questions posées, pour la société, la médecine et l'anesthésie, se situent donc autour du thème de l'acceptabilité des risques. Le risque, est la potentialité de survenue inattendue d'un événement non désiré ou redouté. À ce risque-événement viennent se greffer intimement trois notions complémentaires : sa gravité, sa probabilité et sa perception. Le niveau d'acceptabilité d'un risque doit être déterminé en fonction d'une part des souhaits des patients subissant ces risques et apportant par leur assurance les ressources nécessaires, d'autre part des professionnels, jugeant de la faisabilité d'une telle maîtrise.
D'après une enquête de l'Institut national de la santé et de la recherche médicale (INSERM) réalisée en 1982. Cela représente 4 500 accidents et 1 300 morts par an. Toutefois l'anesthésie générale présente aujourd'hui peu de risques: sur 8 millions d’anesthésies pratiquées en France en 1996 le risque anesthésique actuel serait de l'ordre d'un décès pour 20 000 actes, toutes classes ASA confondues, et de 2 à 6 décès par million d'actes pour les patients bien portants. Des accidents peuvent survenir pendant l'anesthésie, notamment l’infarctus, l'arrêt cardiaque, l'arrêt respiratoire, l’accident vasculaire cérébral ; d'autres surviennent au cours du réveil et donnent lieu à des complications infectieuses, à une insuffisance rénale postopératoire, etc.

Le niveau de risque global actuel est comparable à celui couru lors d'une année de conduite automobile. Cependant, le risque automobile, domaine si particulier de conflit entre l'exigence légitime d'une garantie collective de protection et un moyen de transport (ou un plaisir) où s'affirme si fortement la liberté individuelle, peut-il être retenu comme étalon ? Un risque calqué sur celui de l'aviation civile, actuellement d'un accident pour 8 millions de vols, soit un accident sur un vol quotidien tous les 21 000 ans, semble démesuré. En effet, ce risque est très différent et a la particularité d'être à la fois plus perceptible, plus spectaculaire et doté de moyens financiers incomparablement supérieurs.
Une enquête française « Mortalité 2002 » est en cours.
L'hémorragie opératoire – sa prévention ou son traitement – constitue l'un des soucis majeurs des anesthésistes et des réanimateurs. Avant l'opération, on peut prélever au patient du sang qui lui sera restitué durant l'intervention (autotransfusion préopératoire ou transfusion autologue programmée au centre de transfusion). On peut diminuer le saignement en abaissant artificiellement la pression artérielle durant l'opération ou bien récupérer le sang perdu et le transfuser au fur et à mesure de l'intervention (autotransfusion per-opératoire par Cell Saver). Une complication rarissime liée aux gaz halogénés: l'hyperthermie maligne.
Ainsi, la salle d'opération est devenue une zone de soins intensifs, caractérisée par une assistance médicale permanente de l'anesthésiste et de l'infirmier anesthésite (IADE). Un bilan fonctionnel des divers systèmes physiologiques (cardio-vasculaire, respiratoire, urinaire, endocrinien, etc.) est effectué, et l'on atténue par une aide médicamenteuse leurs altérations éventuelles.
Surveillance continue et réanimation trouvent leur développement le plus important dans la période postopératoire en salle de surveillance post-interventionnelle ou en service de soins intensifs-réanimation chirurgicale si nécessaire. Dès la phase de réveil, elles consistent, par de nombreux moyens d'investigations (radiographies, examens biologiques, biochimiques et immunologiques), à prendre en charge toutes les fonctions vitales défaillantes et à permettre au patient de passer dans de bonnes conditions le cap des perturbations aiguës.
Complications liées aux anesthésies régionale et locale :
Des complications peuvent survenir et provoquer, dans le cas de la rachianesthésie et de l'anesthésie péridurale, une chute de la pression sanguine. L'anesthésie de contact à la cocaïne peut provoquer un état syncopal, en général bénin, ou l'apparition d'un choc.

## Autres techniques d'anesthésie
D'autres techniques, en général encore peu utilisées (sauf l'acupuncture dont l'usage est très répandu en Chine), répondent essentiellement au besoin d'éviter l'administration de drogues.

### L'hypnose
L'hypnose est applicable pour différents types d'interventions chirurgicales. Dans un article publié en 1967, le psychiatre américain Milton Erickson fait référence à des actes chirurgicaux majeurs, comme des cholécystectomies, réalisés sur des sujets en transe somnambulique et n'ayant reçu aucune médication.
En France, les travaux de Léon Chertok ont illustré l'utilisation de l'anesthésie par l'hypnose pour de petites opérations chirurgicales ainsi que par des dentistes.
En Belgique, au Centre hospitalier universitaire de Liège, des chirurgiens pratiquent, depuis 1992, l'hypnosédation (technique qui associe une anesthésie locale, une sédation intraveineuse faiblement dosée et l'hypnose) pour des interventions légères, comme l'excision de ganglions, ou des interventions plus compliquées, comme des liftings complets du visage; déjà 1 100 opérations ont été ainsi réalisées à Liège. Cette technique d'hypnosédation fut utilisée pour une opération de la thyroïde de la reine Fabiola en janvier 2009.

### L'anesthésie électrique
Combinée à l'anesthésie médicamenteuse, l'anesthésie électrique est parfois utilisée en chirurgie. Elle consiste à soumettre le cerveau à l'action d'un courant électrique de très faible intensité. Les douleurs lors d'un accouchement peuvent également être abolies, dans 30 % à 70 % des cas, par le passage d'un courant électrique transmis par des électrodes placées sur la peau, de part et d'autre du rachis.

### L'acupuncture et l'électroacupuncture
Par l'implantation d'aiguilles en certains points du corps, alors excités, on provoque une analgésie de la partie du corps en rapport avec ces points. On a expérimenté ces techniques, d'origine chinoise, pour supprimer les douleurs de l'accouchement, ainsi que dans des opérations sur le thorax et en chirurgie dentaire, mais leur succès n'est pas toujours garanti.

### Le biofeedback
Le biofeedback est une technique d'autocontrôle, sur des fonctions physiologiques involontaires, fondée sur le conditionnement. Le patient apprend à contrôler les effets de l'agression, ou stress, dont la douleur, en diminuant l'intensité des signaux visuels ou sonores qu'un ordinateur lui envoie et qui traduisent son état. Il est essentiellement utilisé dans le traitement de troubles psychosomatiques telles certaines migraines.

### La sophrologie
Utilisée dans la préparation à l'accouchement; la sophrologie tend aussi à faire prendre conscience au sujet de ses possibilités mentales pour maîtriser les sensations douloureuses.

### La neurostimulation
La neurostimulation consiste à stimuler des fibres nerveuses, libératrices de neuromédiateurs, qui activeraient un système naturel de réduction de la perception douloureuse. Elle semble être une méthode d'avenir permettant d'éviter le recours aux drogues anesthésiantes et leurs cortèges d'inconvénients.
Il n'en reste pas moins que la perception de la douleur est relative suivant les individus et que la composante psychologique joue un rôle important.

## Activités des anesthésistes-réanimateurs
Parmi les activités des anesthésistes-réanimateurs, l'anesthésie est historiquement la principale, commune aux différentes modalités d'exercice professionnel, public ou privé.
- consultations
- anesthésie
- analgésie post-opératoire
- Médecine Péri-opératoire
- réanimation